# Pont de Pelješac
Le pont de Pelješac (en croate : Pelješki most) est un pont à haubans situé en Croatie, inauguré le 29 juillet 2021 et mis en service le 26 juillet 2022.
Il enjambe la baie de Mali Ston et relie la côte septentrionale de la péninsule de Pelješac au continent, en évitant de passer par la Bosnie-Herzégovine. Le projet, soutenu par la Commission européenne, a suscité des tensions entre la Croatie et la Bosnie-Herzégovine.

## Architecture
Le pont mesure 2,4 kilomètres de longueur, 55 mètres de hauteur et comporte 4 voies de circulation. Il est raccordé au réseau routier existant par une nouvelle route comportant des tunnels et un autre pont au-dessus d'un bras de mer.

## Histoire

### Projet

Localisation du pont entre les deux rives croates et sur le débouché de la Bosnie au port bosnien de Neum qui sépare la Croatie en deux.

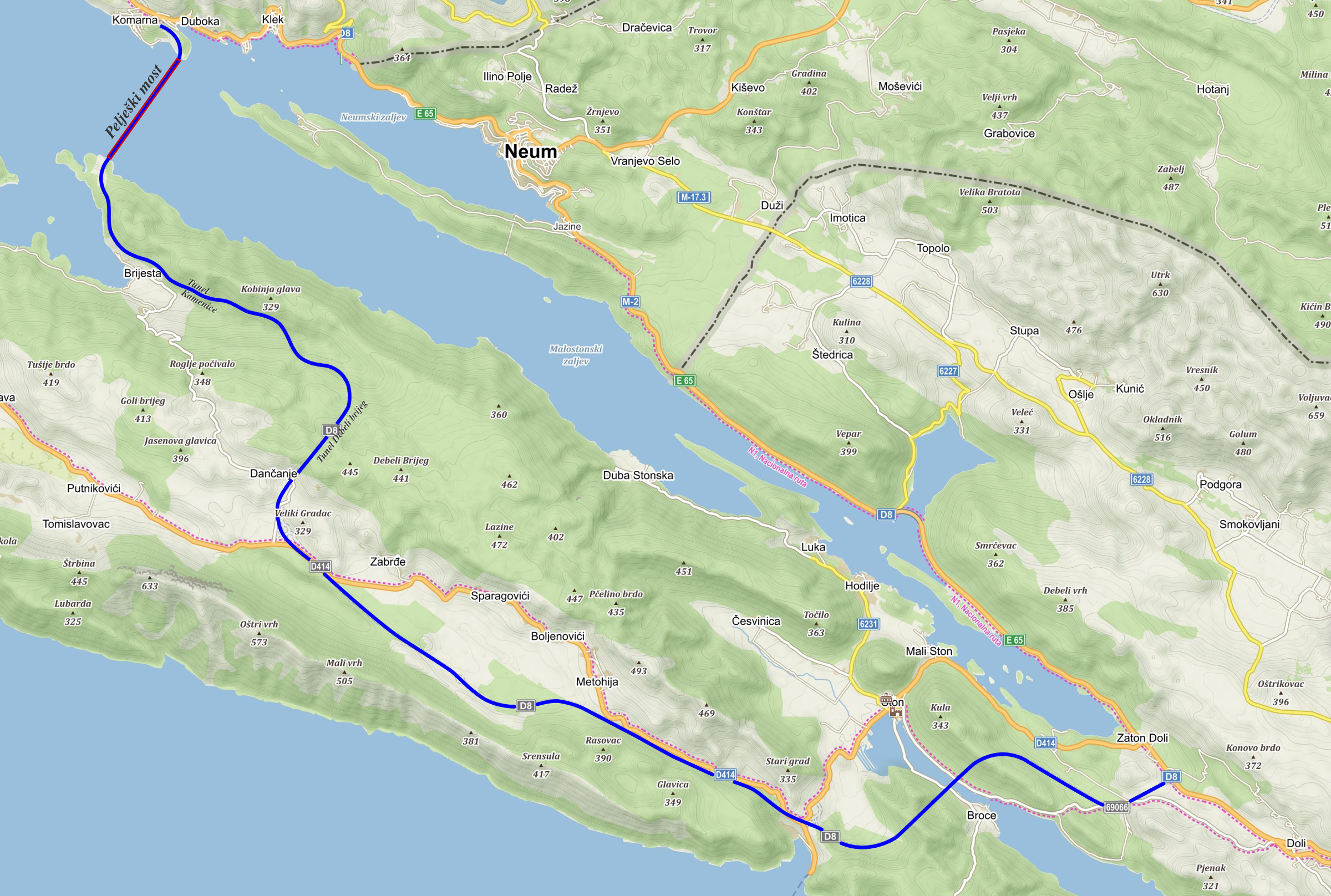
Carte des routes d'accès au pont. La D8 double la Route européenne 65 sans passer en Bosnie et pourrait s'inscrire dans le prolongement de l'autoroute A10.

La région croate de Dubrovnik est séparée du reste de la Croatie par la bande côtière de Neum, seul débouché sur la mer de la Bosnie-Herzégovine. Pour passer d'une partie de la Croatie à l'autre, il faut soit transiter par la Bosnie-Herzégovine via la ville portuaire de Neum, soit emprunter un ferry entre les villes croates de Trpanj et Ploče. Le projet de pont vise à permettre le passage de la région de Dubrovnik au reste de la Croatie sans passer par la petite portion de territoire bosnien à Neum.
Le projet de pont est d'abord initié en 2007 par les autorités croates avant d'être interrompu en 2012 en raison de la crise économique. En 2015, le premier ministre croate Zoran Milanović annonce que le projet est relancé. En juin 2017, malgré la controverse avec la Bosnie-Herzégovine, la Commission européenne annonce qu'elle financera le pont de Pelješac à hauteur de 357M€.

### Construction
La construction débute en 2007 pour se terminer en 2021.
À la suite des réclamations de la Bosnie-Herzégovine (sur le passage de gros navires en provenance de Neum), le tablier du pont a été surélevé. Le prix total de l'opération a été porté à un peu plus de 550 millions d'euros, dont 357 financés par l'Union européenne.
Le 29 juillet 2021, le Premier ministre croate Andrej Plenković assiste à l'inauguration du pont.
L'ouverture à la circulation se fait le 26 juillet 2022,.

## Controverses

### Relations avec la Bosnie-Herzégovine
Le projet suscite l'opposition des autorités bosniennes, qui craignent que le pont gêne ou empêche le passage de navires à fort tonnage vers le port de Neum, un argument réfuté par le gouvernement croate qui assure que les caractéristiques techniques du pont sont faites de façon à permettre le passage de tout navire.
Le gouvernement bosnien affirme, de position constante, que la construction du pont n'est pas possible tant que les deux pays n'ont pas réglé la question de façon bilatérale. La Bosnie-Herzégovine en informe la Commission européenne dans une lettre en septembre 2017.
En janvier 2018, la présidente croate Kolinda Grabar-Kitarović réaffirme que le pont présente une grande importance pour la Croatie et qu'il n'est pas dirigé contre les intérêts de la Bosnie-Herzégovine.
Le contrat pour la construction du pont est signé en avril 2018 entre le gouvernement croate et le consortium chinois China Road and Bridge Corporation,. En réponse, le président du Conseil des ministres de Bosnie-Herzégovine, Denis Zvizdić, annonce qu'il enverra une nouvelle lettre aux autorités européennes pour tenter d'empêcher la construction du pont.

## Galerie

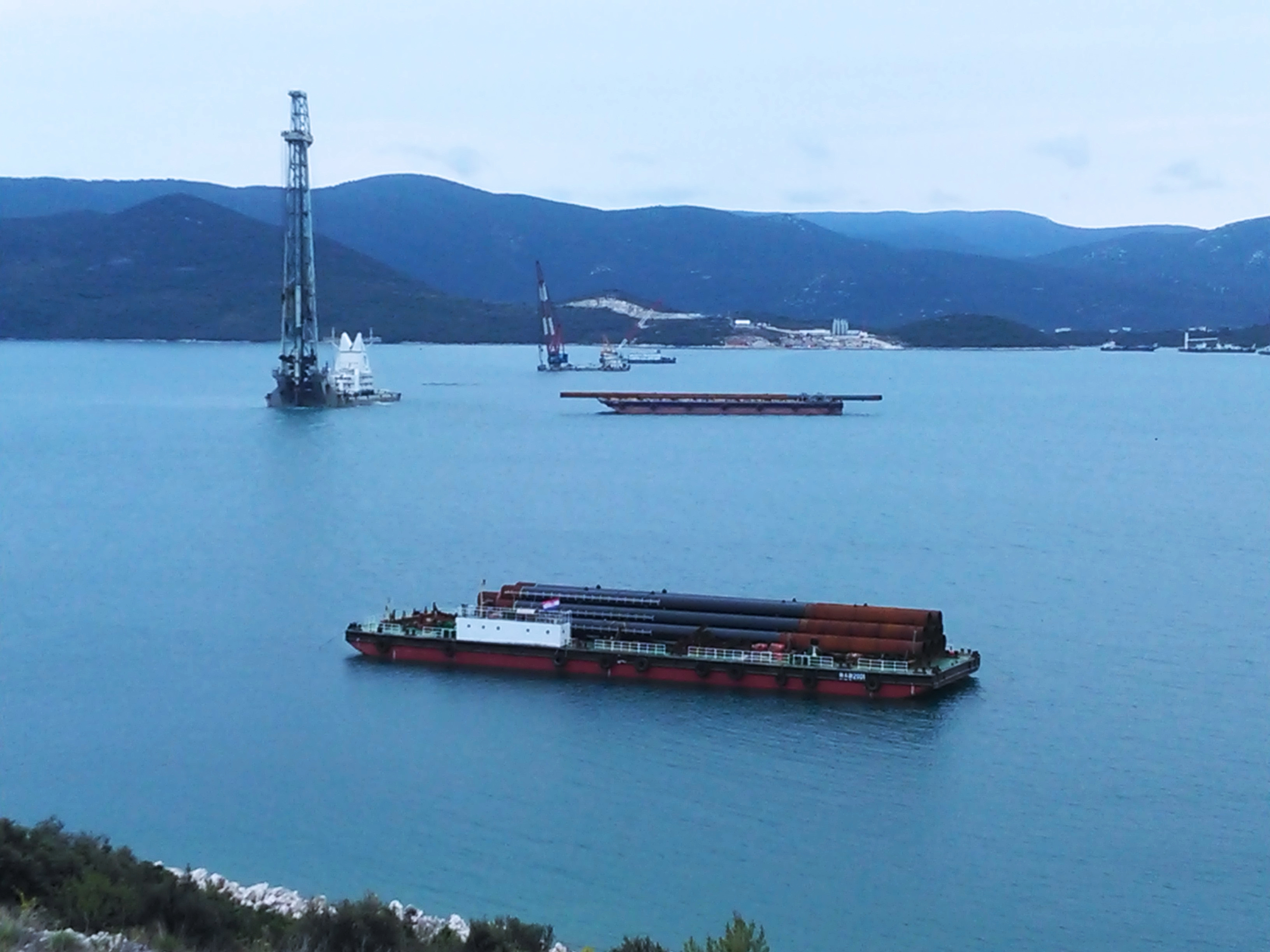
Avril 2019
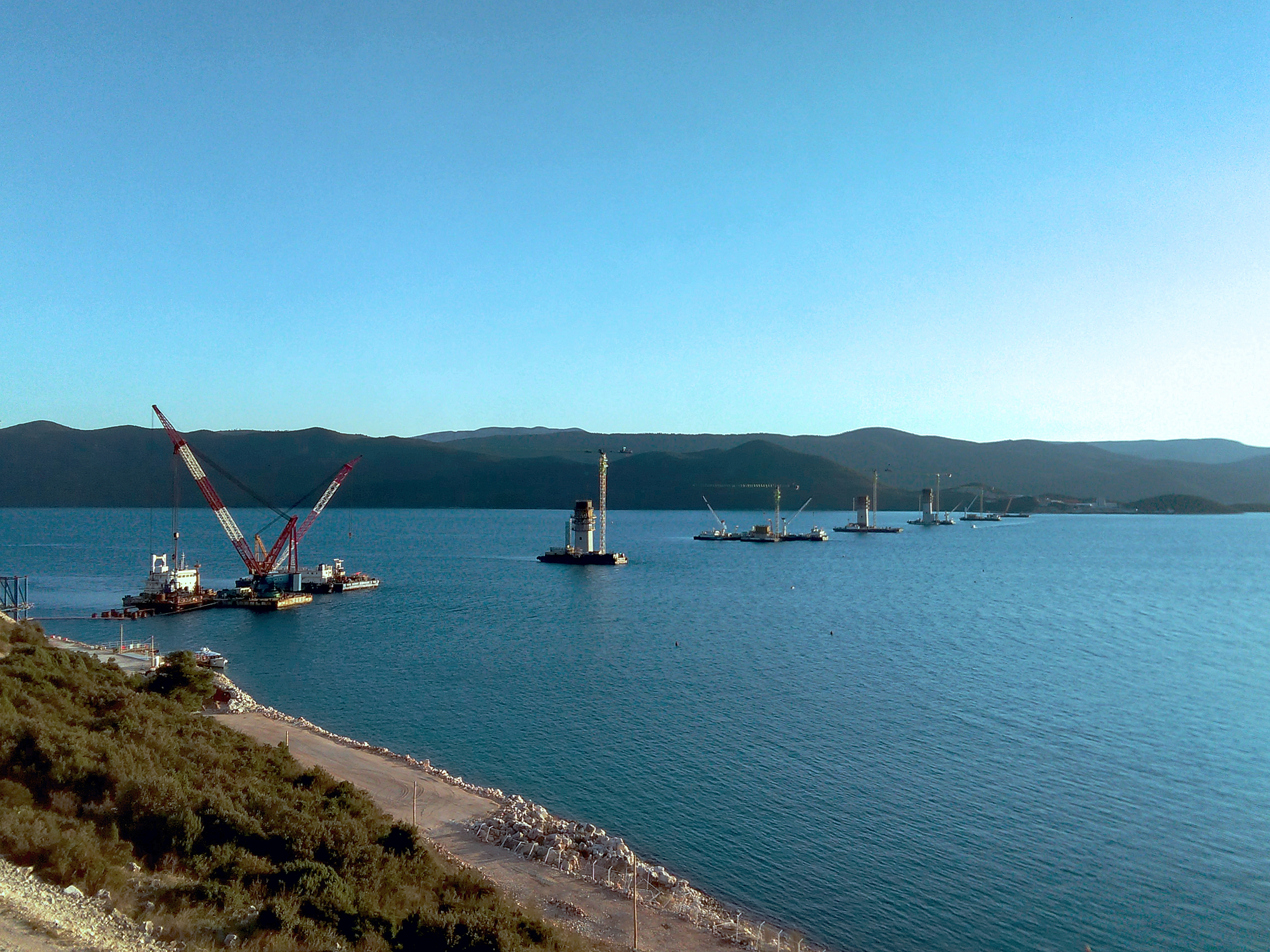
Février 2020
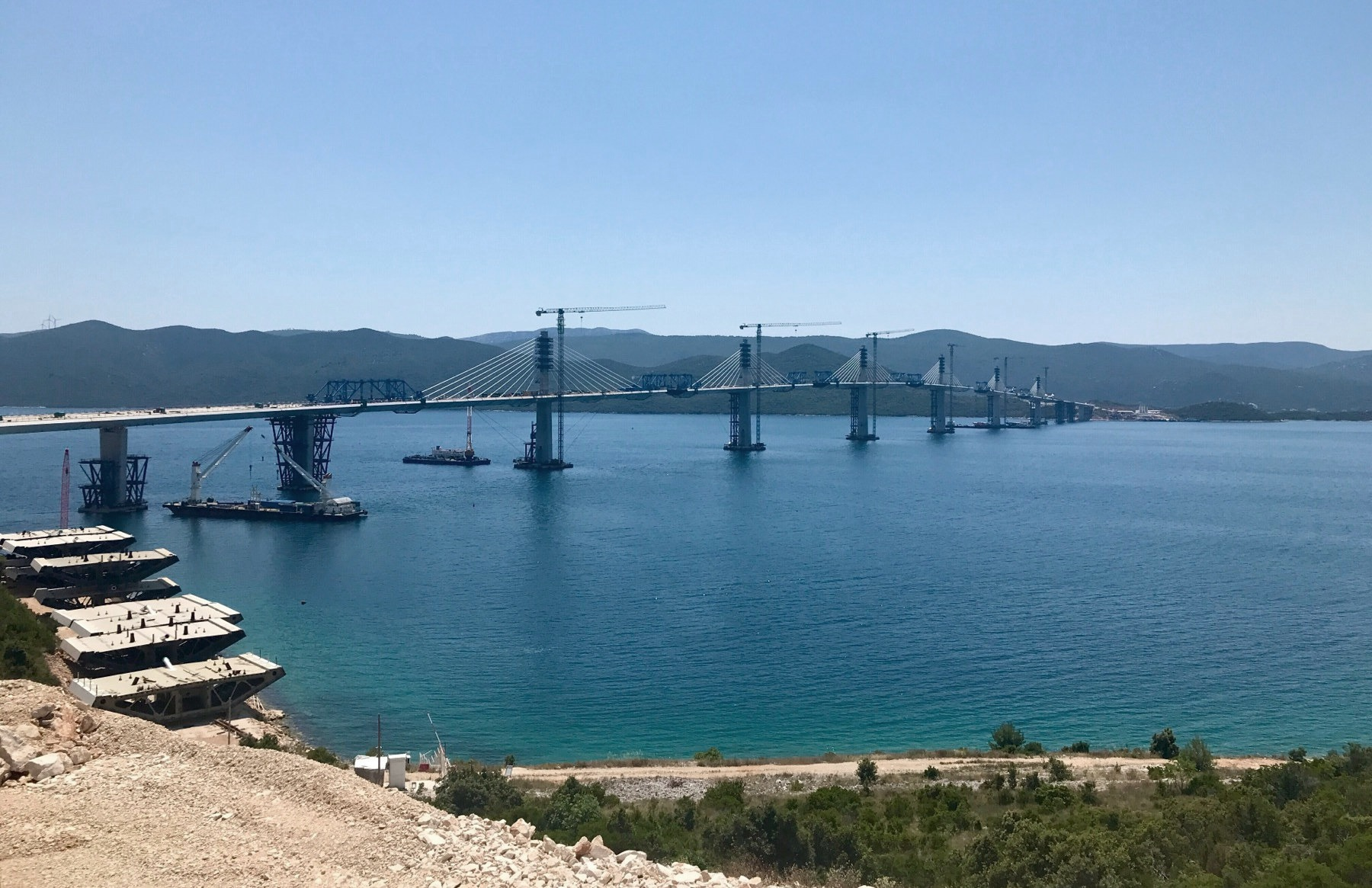
Juin 2021
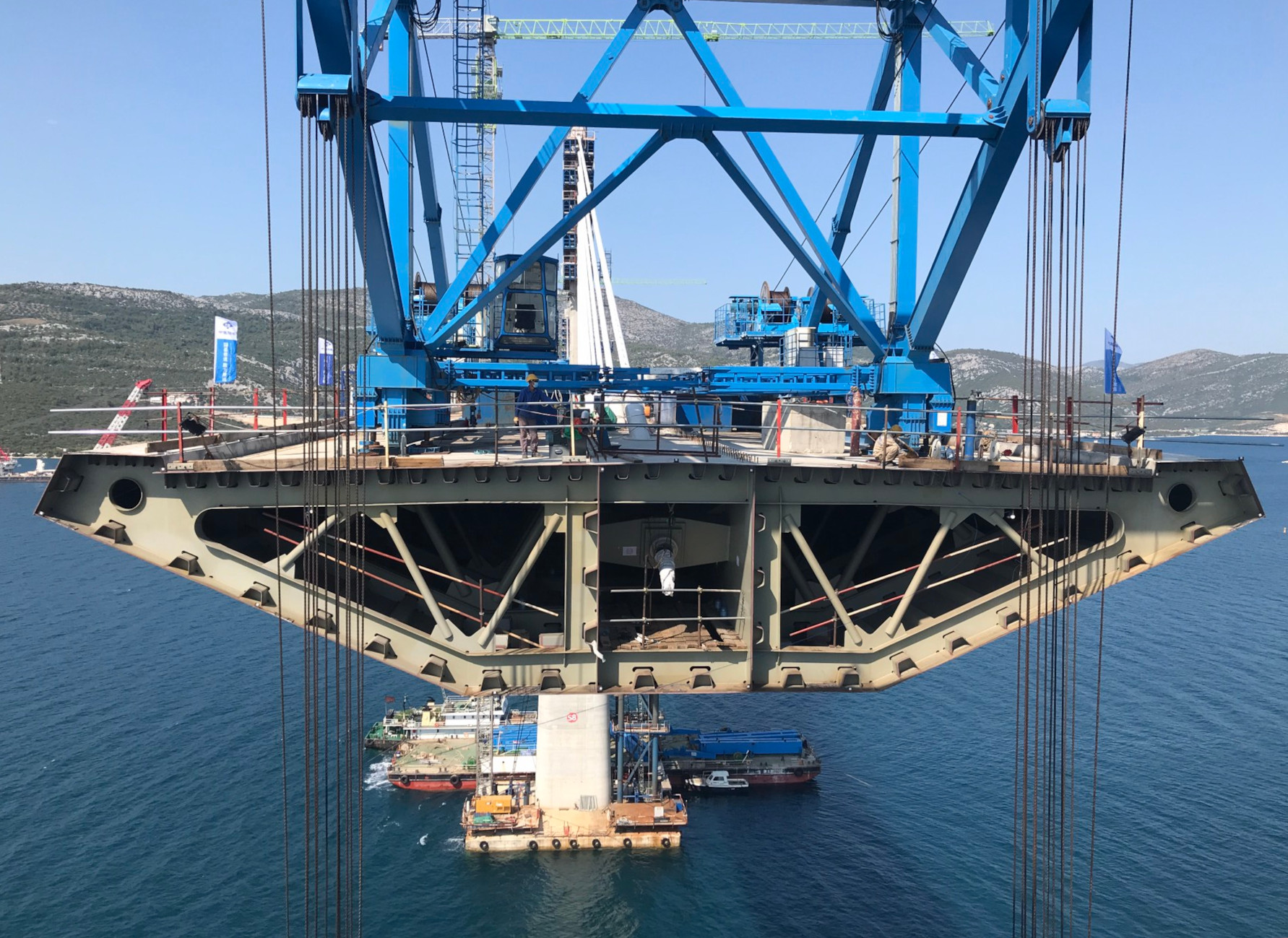
Installation du dernier segment en juillet 2021
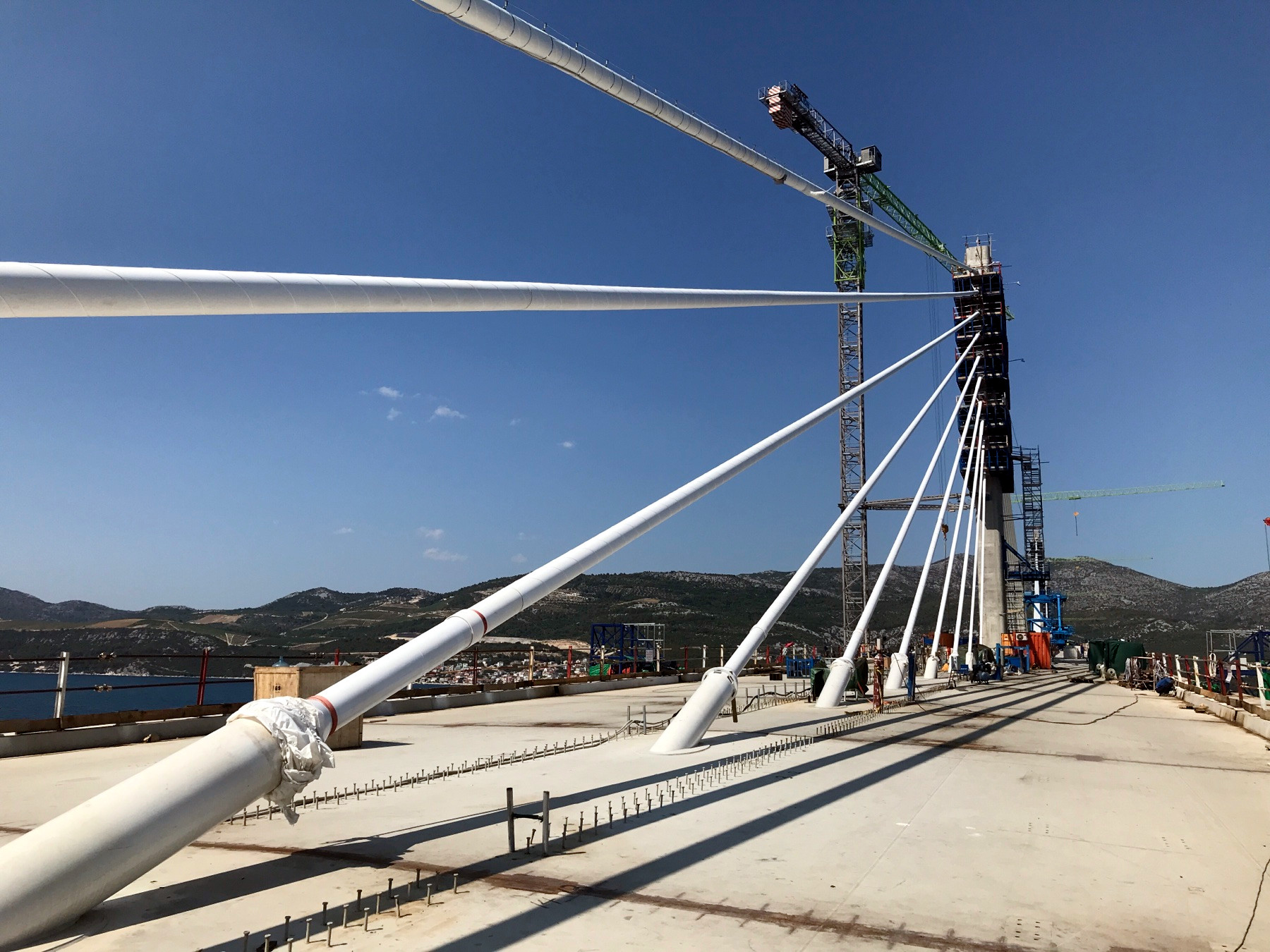
Tablier et câbles en juillet 2021